# Ледниковый период 2: Глобальное потепление
«Леднико́вый пери́од 2: Глоба́льное потепле́ние» (англ. Ice Age 2: The Meltdown) — американский компьютерно-анимационный приключенческий комедийный фильм 2006 года, снятый студией Blue Sky Studios и выпущенный студией 20th Century Fox. Это продолжение мультфильма «Ледниковый период» и второй мультфильм франшизы «Ледниковый период». Режиссёром фильма стал Карлус Салданья (в его полнометражном режиссёрском дебюте). Рэй Романо, Джон Легуизамо, Денис Лири и Крис Уэдж повторяют свои роли из первого фильма, также к актёрскому составу присоединились Шон Уильям Скотт, Джош Пек и Куин Латифа. По сюжету Мэнни, Сид и Диего пытаются избежать надвигающегося наводнения, во время которого Мэнни находит любовь.
Несмотря на смешанные отзывы от критиков, он заработал 660,9 миллиона долларов по всему миру, став третьим кассовым фильмом 2006 года и самым кассовым мультфильмом 2006 года. Были выпущены три продолжения: «Ледниковый период 3: Эра динозавров», «Ледниковый период 4: Континентальный дрейф» и «Ледниковый период 5: Столкновение неизбежно».

## Сюжет
Мамонт Мэнни, ленивец Сид и саблезубый тигр Диего узнав, что на земле наступает глобальное потепление и они могут утонуть в наводнении, направляются к спасательному кораблю. Отдельно от них живёт саблезубая белка Скрат. Не подозревая об экологической угрозе, Скрат продолжает гоняться за жёлудем.
В результате потепления тает ледник с двумя морскими ящерами, которые начинают охоту на героев. Мэнни переживает от мыслей о том, что он последний мамонт на Земле, пока не встречает самку мамонта Элли, но она считает, что она, как и её опоссумы Крэш и Эдди. Вскоре они проходят по тонкому леднику, где на них нападают морские ящеры, и выясняется, что Диего боится воды. Вскоре Элли понимает, что она тоже мамонт, но Мэнни её обижает, и она с ним спорит.
Ночью Сид разжигает костёр, чем привлекает внимание племени ленивцев. До того времени Сид полагал, что его не принимают за члена стаи, но случилось так, что ленивцы начали поклоняться ему, и затем в качестве ритуала бросают его в лаву, и лишь чудом ему удаётся выжить. Он рассказывает всё друзьям, но те полагают, что ему всё это приснилось. Вскоре они попадают на плато с гейзерами, где становятся свидетелями жуткой сцены: беспечно гуляющий дронт наступает на один из гейзеров и в буквальном смысле превращается в жаркое. Элли решает идти другой дорогой, но попадает под обвал. Затем прибывает вода с ящерами. Время истекло, а Мэнни, Сид и Диего почти добрались до корабля, о котором рассказал один из грифов, которые ждут момента полакомиться жертвами после затопления. Мэнни пытается спасти Элли, но его утаскивает на дно ящер.
Мэнни вырывается из лап чудовищ и с помощью бревна пытается сдвинуть скалу, но у него не хватает сил, и он догадывается использовать силу ящеров. Мэнни заманивает монстров, они отодвигают эту скалу, но их заваливает другая. Мэнни освобождает Элли, и они понимают, что скоро утонут, но их спасает… Скрат. Пытаясь забраться на ледник, он делает дыру в нём, и вся вода уходит.
Мэнни узнаёт, что он не последний мамонт, так как все его сородичи перебороли свои страхи и остались жить в долине. Тем не менее, он не уходит с ними, а решает остаться в компании Элли и друзей, к которым привязался. В это время Скрат, который чуть не погиб, оказавшись в воде, попадает в беличий рай. Скрат счастлив: он замечает гигантский жёлудь, но в следующий миг его оживляет Сид, сделав искусственное дыхание. Увидев, что все жёлуди исчезли, Скрат злится и нападает на Сида.

## В ролях
| Актёр            | Роль                             |
| ---------------- | -------------------------------- |
| Рэй Романо       | мамонт Мэнни                     |
| Джон Легуизамо   | ленивец Сид                      |
| Денис Лири       | саблезубый тигр Диего            |
| Куин Латифа      | мамонтиха Элли                   |
| Шон Уильям Скотт | опоссум Крэш                     |
| Джош Пек         | опоссум Эдди                     |
| Джей Лено        | броненосец Быстрый Тони          |
| Уилл Арнетт      | гриф Одинокий стрелок стервятник |
| Деби Дерриберри  | гасторнис Диатрима мама          |
| Крис Уэдж        | саблезубая белка Скрат           |
| Джесс Харнелл    | второстепенные персонажи         |

## Прокат
Фильм вышел в прокат Бельгии, Индонезии и на Ямайке 29 марта 2006 года, в Беларуси, Казахстане и Пуэрто-Рико — 31 марта 2006 года, в США, Эквадоре и ЮАР — 31 марта 2006 года, в Египте, Тринидаде и Тобаго и Франции — 5 апреля 2006 года.

## Отзывы
Мультфильм получил различные отзывы кинокритиков. Согласно Rotten Tomatoes, среди всех рецензий, 58 % — положительные. Общий вывод сайта гласит: «Для детей это сплошное наслаждение, но взрослые будут хотеть почаще видеть в кадре немую белку и пореже — главных героев». На сайте Metacritic средняя оценка составляет 66 из 100. Один из самых авторитетных критиков Роджер Эберт в своём обзоре для издания «Chicago Sun-Times» присудил мультфильму 2,5 звезды из 4-х возможных, написав: «Первый мультфильм практически исчерпал весь потенциал этих героев и их мира, и продолжение не добавляет почти ничего нового».
Алексу Экслеру фильм понравился. Свою рецензию он начинает со сравнения с первой частью мультфильма. Он считает, что вторая часть явно выигрывает по нескольким причинам: наличие принципиально новых персонажей (Экслер особенно восторгается двумя братьями-опоссумами); более частые появления в кадре белки Скрат; совершенно шедевральный эпизод с грифами в предвкушении обеда; и отсутствие людей. «Забавный мультик, который вполне можно посмотреть и взрослым, и детям — как вместе, так и по отдельности» — резюмирует рецензент. С Экслером согласен и Роман Корнеев, который сказал, что создатели фильма избавились от всех недостатков первой части, а её преимущества вывели на первый план, обеспечив при этом вторую часть и собственными достоинствами.
Михаил Судаков также не удержался от сравнения с первой частью: «„Ледниковый период 2“ стал куда честнее, искреннее перед публикой. Аршинная надпись на лбу „Хочу затронуть за живое“ сменилась на „Хочу развлекать“, а достучаться до аудитории таким макаром, как показывает практика, порой значительно проще». Лидия Маслова из газеты «Коммерсантъ» больше согласна с западными критиками, нежели с российскими. Она считает, что история трёх главных героев уже высушена, а внимания в мультике заслуживает чуть ли не только белка Скрат. Когда на первый план выходит бессловесный эпизодический персонаж, не имеющий отношения к основному сюжету — это, по словам Масловой, «свидетельствует о печальной тенденции в современной анимации: чем больше оттачивают до ледяного блеска своё искусство специалисты по компьютерной графике, тем глобальнее плавятся мозги у специалистов, ответственных за историю, характеры и диалоги».

## Саундтрек
Музыка Джона Пауэлла; В саундтреке также присутствует песня «Food, Glorious Food» из мюзикла «Оливер!». Джон Пауэлл также написал новую музыку для фильма, который заменил на темы песен из предыдущего фильма.
В финале фильма, когда Скрат подходит к райским желудёвым воротам, звучит музыкальный фрагмент из балета Арама Хачатуряна «Спартак» (дуэт Спартака и Фригии); он был вставлен в фильм практически без изменений, однако никакого упоминания о факте заимствования в данных о саундтреке фильма нет. Саундтрек записан оркестром Hollywood Studio Symphony.
Ice Age: The Meltdown написан Джоном Пауэллом и был выпущен 28 марта 2006 года.
| №   | Название                             | Длительность |
| --- | ------------------------------------ | ------------ |
| 1.  | «The Waterpark»                      |              |
| 2.  | «The Vulture of Doom»                |              |
| 3.  | «Migration»                          |              |
| 4.  | «Call of the Mammoth»                |              |
| 5.  | «Sad Manny and the Possums»          |              |
| 6.  | «Manny and Ellie Meet»               |              |
| 7.  | «Traveling with the Possums»         |              |
| 8.  | «12 Ton Mammoth & a 10 Ton Possum»   |              |
| 9.  | «Attack from Below the Ice»          |              |
| 10. | «Extreme Possum»                     |              |
| 11. | «Who Will Join Me on the Dung Heap?» |              |
| 12. | «Log Moving»                         |              |
| 13. | «Ellie Remembers»                    |              |
| 14. | «Foggy Balance»                      |              |
| 15. | «Goodnight Sweet Possums»            |              |
| 17. | «Sid's Sing-A-Long»                  |              |
| 18. | «Food Glorious Food»                 |              |
| 19. | «The Boat and the Geysers»           |              |
| 20. | «The Dam Breaks»                     |              |
| 21. | «Ellie Gets Trapped»                 |              |
| 22. | «Manny to the Rescue»                |              |
| 23. | «Rescues All Around»                 |              |
| 24. | «Scrat to the Rescue»                |              |
| 25. | «The Water Recedes»                  |              |
| 26. | «Mammoths»                           |              |
| 27. | «With the Herd»                      |              |
| 28. | «Into the Sunset»                    |              |
| 29. | «The Pearly Gates»                   |              |
| 30. | «CPR»                                |              |
| 31. | «Mini-Sloths Sing-A-Long»            |              |
| 32. | «The Meltdown»                       |              |

## Продолжение
Третий фильм Ледникового периода, Ледниковый период 3: Эра динозавров был выпущен 1 июля, 2009 года. Режиссёром фильма был Карлус Салданья. Фильм рассказывает историю Сида, который крадет у тираннозавра яйца, а остальные герои пытаются спасти его.